# Atletismo nos Jogos Olímpicos de Verão da Juventude de 2010 - 100 m masculino
As provas dos 100m masculino do atletismo nos Jogos Olímpicos de Verão da Juventude de 2010 foram realizadas nos dias 18 (qualificatória) e 21 de agosto (finais), no Estádio Bishan, em Cingapura. 38 atletas estavam inscritos neste evento.

## Medalhistas
| Ouro   | JAM Odane Skeen      |
| Prata  | JPN Masaki Nashimoto |
| Bronze | GBR David Bolarinwa  |

## Eliminatórias

### Eliminatória 1
| Pos. | Raia | Nome                     | País                    | Tempo | Notas | Final |
| ---- | ---- | ------------------------ | ----------------------- | ----- | ----- | ----- |
| 1    | 4    | David Bolarinwa          | GBR Grã-Bretanha        | 10.62 |       | A     |
| 2    | 5    | Carlos Nascimento        | POR Portugal            | 11.02 |       | B     |
| 3    | 6    | Shijirbaatar Ganbold     | MGL Mongólia            | 11.57 |       | C     |
| 4    | 1    | El Hadad Houmadi         | COM Comores             | 11.71 |       | C     |
| 5    | 2    | Jaleel Lino              | BIZ Belize              | 11.93 |       | D     |
| 6    | 8    | Oumar Diallo             | GUI Guiné               | 12.01 |       | D     |
| 7    | 3    | Ailton da Costa Oliveira | STP São Tomé e Príncipe | 12.11 |       | D     |
| 8    | 7    | Adelino Anca Nanjola     | GBS Guiné-Bissau        | 12.62 |       | E     |

### Eliminatória 2
| Pos. | Raia | Nome                    | País                  | Tempo | Notas | Final |
| ---- | ---- | ----------------------- | --------------------- | ----- | ----- | ----- |
| 1    | 3    | Masaki Nashimoto        | JPN Japão             | 10.74 |       | A     |
| 2    | 5    | Tahir Walsh             | ANT Antígua e Barbuda | 10.89 |       | A     |
| 3    | 4    | Ayodele Taffe           | TRI Trinidad e Tobago | 11.05 |       | B     |
| 4    | 1    | Bruno Rojas             | BOL Bolívia           | 11.14 |       | B     |
| 5    | 8    | Tilak Ram Tharu         | NEP Nepal             | 11.21 |       | B     |
| 6    | 7    | Daouda Diagne           | SEN Senegal           | 11.23 |       | C     |
| 7    | 2    | Romuald Adzaba Ngawessi | CMR Camarões          | 11.36 |       | C     |
| 8    | 6    | Mohamed Sameeh          | MDV Maldivas          | 11.44 |       | C     |

### Eliminatória 3
| Pos. | Raia | Nome                       | País              | Tempo | Notas           | Final |
| ---- | ---- | -------------------------- | ----------------- | ----- | --------------- | ----- |
| 1    | 8    | Odane Skeen                | JAM Jamaica       | 10.63 |                 | A     |
| 2    | 6    | Jirapong Meenapra          | THA Tailândia     | 10.72 |                 | A     |
| 3    | 5    | Chavez Ageday              | GUY Guiana        | 11.09 |                 | B     |
| 4    | 4    | Yarride Rosario            | NZL Nova Zelândia | 11.46 |                 | C     |
| 5    | 3    | Mohamed Ould Medhadtt      | MTN Mauritânia    | 11.97 |                 | D     |
| 6    | 7    | Apolo Livamento            | CPV Cabo Verde    | 12.25 |                 | E     |
|      | 1    | Ali Omar Abdulla Al Doseri | BRN Bahrein       |       | Desclassificado | E     |
|      | 2    | Julsian Gega               | ALB Albânia       |       | Desclassificado | E     |

### Eliminatória 4
| Pos. | Raia | Nome                   | País                         | Tempo | Notas      | Final |
| ---- | ---- | ---------------------- | ---------------------------- | ----- | ---------- | ----- |
| 1    | 6    | Lepani Naivalu         | FIJ Fiji                     | 10.94 |            | A     |
| 2    | 5    | Chen Jen-Chieh         | TPE Taipé Chinês             | 11.00 |            | B     |
| 3    | 4    | Héctor Ruiz            | MEX México                   | 11.05 |            | B     |
| 4    | 7    | Julian Munroe          | BAH Bahamas                  | 11.13 |            | B     |
| 5    | 8    | Renaldo Charles        | VIN São Vicente e Granadinas | 11.47 |            | C     |
| 6    | 2    | Sitthideth Khanthavong | LAO Laos                     | 12.11 |            | D     |
|      | 3    | Nooa Takooa            | KIR Kiribati                 |       | Não largou | E     |

### Eliminatória 5
| Pos. | Raia | Nome                   | País               | Tempo | Notas | Final |
| ---- | ---- | ---------------------- | ------------------ | ----- | ----- | ----- |
| 1    | 6    | Tinashe Samuel Mutanga | ZIM Zimbabwe       | 10.92 |       | A     |
| 2    | 7    | Mateo Edward           | PAN Panamá         | 10.99 |       | A     |
| 3    | 5    | Zdeněk Stromšík        | CZE Chéquia        | 11.52 |       | C     |
| 4    | 2    | Rodman Teltull         | PLW Palau          | 11.71 |       | D     |
| 5    | 5    | Ben Nombre             | BUR Burquina Fasso | 11.71 |       | D     |
| 6    | 4    | Emau Toluono           | SAM Samoa          | 12.17 |       | E     |
| 7    | 3    | Ahmad Farhad Nawabi    | AFG Afeganistão    | 12.45 |       | E     |

## Finais

### Final E
| Pos. | Raia | Nome                       | País             | Tempo | Notas      |
| ---- | ---- | -------------------------- | ---------------- | ----- | ---------- |
| 1    | 7    | Ali Omar Abdulla Al Doseri | BRN Bahrein      | 11.48 |            |
| 2    | 5    | Emau Toluono               | SAM Samoa        | 12.17 |            |
| 3    | 3    | Apolo Livamento            | CPV Cabo Verde   | 12.24 |            |
| 4    | 4    | Ahmad Farhad Nawabi        | AFG Afeganistão  | 12.40 |            |
| 5    | 6    | Adelino Anca Nanjola       | GBS Guiné-Bissau | 12.67 |            |
|      | 8    | Julsian Gega               | ALB Albânia      |       | Não largou |
|      | 2    | Nooa Takooa                | KIR Kiribati     |       | Não largou |

### Final D
| Pos. | Raia | Nome                     | País                    | Tempo | Notas      |
| ---- | ---- | ------------------------ | ----------------------- | ----- | ---------- |
| 1    | 4    | Rodman Teltull           | PLW Palau               | 11.45 |            |
| 2    | 3    | Ben Nombre               | BUR Burquina Fasso      | 11.48 |            |
| 3    | 8    | Oumar Diallo             | GUI Guiné               | 11.62 |            |
| 4    | 6    | Jaleel Lino              | BIZ Belize              | 11.81 |            |
| 5    | 2    | Sitthideth Khanthavong   | LAO Laos                | 11.92 |            |
|      | 7    | Ailton da Costa Oliveira | STP São Tomé e Príncipe |       | Não largou |
|      | 5    | Mohamed Ould Medhadtt    | MTN Mauritânia          |       | Não largou |

### Final C
| Pos. | Raia | Nome                    | País                         | Tempo | Notas      |
| ---- | ---- | ----------------------- | ---------------------------- | ----- | ---------- |
| 1    | 5    | Daouda Diagne           | SEN Senegal                  | 11.17 |            |
| 2    | 3    | Romuald Adzaba Ngawessi | CMR Camarões                 | 11.43 |            |
| 3    | 8    | Zdeněk Stromšík         | CZE Chéquia                  | 11.45 |            |
| 4    | 7    | Renaldo Charles         | VIN São Vicente e Granadinas | 11.50 |            |
| 5    | 1    | Shijirbaatar Ganbold    | MGL Mongólia                 | 11.66 |            |
| 6    | 6    | Yarride Rosario         | NZL Nova Zelândia            | 11.73 |            |
| 7    | 2    | El Hadad Houmadi        | COM Comores                  | 11.74 |            |
|      | 4    | Mohamed Sameeh          | MDV Maldivas                 |       | Não largou |

### Final B
| Pos. | Raia | Nome              | País                  | Tempo | Notas      |
| ---- | ---- | ----------------- | --------------------- | ----- | ---------- |
| 1    | 6    | Carlos Nascimento | POR Portugal          | 10.79 |            |
| 2    | 5    | Héctor Ruiz       | MEX México            | 10.87 |            |
| 3    | 3    | Chen Jen-Chieh    | TPE Taipé Chinês      | 10.90 |            |
| 4    | 7    | Chavez Ageday     | GUY Guiana            | 10.90 |            |
| 5    | 2    | Bruno Rojas       | BOL Bolívia           | 10.90 |            |
| 6    | 4    | Ayodele Taffe     | TRI Trinidad e Tobago | 10.98 |            |
| 7    | 8    | Julian Munroe     | BAH Bahamas           | 11.04 |            |
|      | 1    | Tilak Ram Tharu   | NEP Nepal             |       | Não largou |

### Final A
| Pos.              | Raia | Nome                   | País                  | Tempo | Notas |
| ----------------- | ---- | ---------------------- | --------------------- | ----- | ----- |
| Medalha de ouro   | 5    | Odane Skeen            | JAM Jamaica           | 10.42 |       |
| Medalha de prata  | 4    | Masaki Nashimoto       | JPN Japão             | 10.51 |       |
| Medalha de bronze | 6    | David Bolarinwa        | GBR Grã-Bretanha      | 10.51 |       |
| 4                 | 8    | Tahir Walsh            | ANT Antígua e Barbuda | 10.71 |       |
| 5                 | 3    | Jirapong Meenapra      | THA Tailândia         | 10.71 |       |
| 6                 | 7    | Tinashe Samuel Mutanga | ZIM Zimbabwe          | 10.72 |       |
| 7                 | 2    | Lepani Naivalu         | FIJ Fiji              | 10.79 |       |
| 8                 | 1    | Mateo Edward           | PAN Panamá            | 10.80 |       |